# Francis Ouma
Francis Ouma (n Nairobi, 23 de marzo de 1988) es un futbolista keniano que juega en la demarcación de delantero para el Sport-Union Berlin.

## Biografía
Debutó en 2006 con el Mathare United FC a manos del entrenador Francis Kimanzi. Jugó dos temporadas en el club, ayudando al club a ganar una Liga Keniana de Fútbol tras ser el máximo goleador de la misma con quince goles. Posteriormente dejó el país para jugar en el extranjero, en clubes como el Azam FC, Parma AC o el GD Tourizense, volviendo a Kenia en 2011 para jugar en el Sofapaka FC. Después volvió a jugar en el Mathare United FC en dos etapas más, además de en el Sony Sugar FC y en el Kenya Commercial Bank SC. En 2014 se fue traspasado al FC Grenchen de Suiza.

## Selección nacional
Debutó con la selección de fútbol de Kenia el 31 de mayo de 2008 contra Namibia en un partido de clasificación para la Copa Mundial de Fútbol de 2010. También jugó la Copa CECAFA 2008, llegando hasta la final, la cual perdió contra Uganda por 1-0, y marcando 4 goles en todo el campeonato.

## Clubes
| Club                     | País     | Año       | Partidos | Goles |
| ------------------------ | -------- | --------- | -------- | ----- |
| Mathare United FC        | Kenia    | 2006-2008 |          | 15    |
| Azam FC                  | Tanzania | 2008-2009 |          |       |
| Parma AC                 | Italia   | 2009      | 0        | 0     |
| GD Tourizense            | Portugal | 2009-2010 | 16       | 3     |
| Sofapaka FC              | Kenia    | 2011      | 18       | 0     |
| Mathare United FC        | Kenia    | 2011-2012 | 28       | 9     |
| Sony Sugar FC            | Kenia    | 2012-2013 | 6        | 0     |
| Mathare United FC        | Kenia    | 2013      | 14       | 3     |
| Kenya Commercial Bank SC | Kenia    | 2013-2014 | 10       | 1     |
| FC Grenchen              | Suiza    | 2014-2015 |          |       |
| FC Bad Liebenwerda       | Alemania | 2015-2021 | 60       | 33    |
| Sport-Union Berlin       | Alemania | 2021-     | 2        | 0     |

## Palmarés

### Campeonatos nacionales
| Título                 | Club              | País  | Año  |
| ---------------------- | ----------------- | ----- | ---- |
| Liga Keniana de Fútbol | Mathare United FC | Kenia | 2008 |

### Distinciones individuales
| Título                                       | Club              | País  | Año  |
| -------------------------------------------- | ----------------- | ----- | ---- |
| Máximo goleador de la Liga Keniana de Fútbol | Mathare United FC | Kenia | 2008 |